# 阿拉戈米纳斯
阿拉戈米纳斯是巴西托坎廷斯州的一个市镇。总面积1173.026平方公里，总人口5469人，人口密度4.7人/平方公里。